# Lézardrieux
Lézardrieux település Franciaországban, Côtes-d’Armor megyében. Lakosainak száma 1632 fő (2022. január 1.). Lézardrieux Lanmodez, Pleudaniel és Pleumeur-Gautier községekkel határos.

## Népesség
A település népességének változása:
| Lakosok száma | 1842 | 1859 | 1707 | 1577 | 1612 | 1517 | 1474 | 1480 | 1532 | 1632 |
|               | 1968 | 1982 | 1990 | 2006 | 2013 | 2015 | 2017 | 2019 | 2020 | 2022 |